# Limoux
Limoux (in occitano Limós) è un comune francese di 10 671 abitanti situato nel dipartimento dell'Aude nella regione dell'Occitania, sede di sottoprefettura.
La cittadina è famosa per la Blanquette de Limoux, un vino base rifermentato in bottiglia con metodo classico analogamente al famoso Champagne. È anche conosciuta in tutta la Francia e nel Nord della Spagna per il caratteristico Carnevale di Limoux, che da gennaio a marzo anima il paese durante i fine settimana.

## Società

### Evoluzione demografica
Abitanti censiti